# Frederick Whitaker
Pour les articles homonymes, voir Whitaker.
Sir Frederick Whitaker, né le 23 avril 1812 à Bampton en Angleterre et mort le 4 décembre 1891 à Auckland en Nouvelle-Zélande, est un homme d'État britannique, cinquième premier ministre de Nouvelle-Zélande à deux reprises entre le 30 octobre 1863 et le 25 septembre 1883. S'il est surtout connu de son vivant pour ses grandes qualités de législateur pour la jeune colonie de Nouvelle-Zélande, la postérité a retenu de lui une image défavorable, celle d'un dirigeant souhaitant accaparer pour les colons les terres des Maoris.

## Biographie

### Débuts
Fils de magistrat, il naît dans une famille prééminente du comté de l'Oxfordshire et, comme le veut son père, étudie le droit. Il devient solicitor (avocat) en janvier 1839, et émigre en octobre à Sydney en Nouvelle-Galles du Sud, avant de s'établir comme avocat dans la baie des Îles de Nouvelle-Zélande en mars 1840, quelques semaines après l'annexion des îles néo-zélandaises à l'Empire britannique. En avril 1841 il s'installe à Auckland, la ville coeur de l'autorité coloniale, et y est nommé juge l'année suivante. Dans le même temps, pour compléter ses revenus, il investit dans la spéculation foncière et dans des projets miniers, mais généralement sans succès,.

### Entrée en politique
En 1845, le gouverneur de Nouvelle-Zélande, Robert FitzRoy, le nomme au Conseil législatif de Nouvelle-Zélande, chambre législative entièrement nommée par le gouverneur. Ce sont encore les tout débuts de la colonie, et Frederick Whitaker, « excellent rédacteur de projets de loi », coopère efficacement avec le procureur général William Swainson (en) et le  juge en chef de Nouvelle-Zélande William Martin (en) pour mettre en place les lois de la jeune colonie. Il démissionne en 1848 mais accepte d'être nommé au Conseil législatif à nouveau en mai 1853. 
Il est le procureur général du tout premier gouvernement responsable de Nouvelle-Zélande, l'éphémère gouvernement du Premier ministre Henry Sewell en mai 1856. Il retrouve cette fonction dans le gouvernement d'Edward Stafford de juin 1856 à juillet 1861, puis dans celui de William Fox d'août 1861 à août 1862. Il est reconnu comme très bon à ce poste : « infatigable », il prend à charge « la part du lion du travail dans tout gouvernement dont il [est] membre » et rédige de nombreuses lois en des termes « clairs et sans ambiguïté ». 

### Premier ministre
En janvier 1863 il devient procureur général à nouveau, cette fois dans le gouvernement d'Alfred Domett. En octobre 1863, Alfred Domett recommande ouvertement que toutes les terres fertiles du Waikato et du Taranaki soient confisquées à leurs propriétaires maoris, en punition pour leur résistance à l'autorité coloniale, et qu'elles soient vendues aux colons, les profits revenant à l'État. Cette prise de position accentue des dissensions latentes au sein du gouvernement, et en précipite la chute. Alfred Domett démissionne le 30 octobre, et Frederick Whitaker lui succède comme Premier ministre,.
Il nomme Thomas Russell (en), qui est son partenaire dans leur cabinet d'avocat, « ministre de La la défense coloniale », et souhaite mettre en oeuvre avec lui la politique envisagée par son prédécesseur : l'utilisation de l'armée pour mener une confiscation à grande échelle de terres maories, qui seraient ensuite vendues à des colons. Le gouverneur colonial George Grey, qui se veut le défenseur des droits des Maoris face au gouvernement élu par les colons, le destitue pour cette raison en novembre 1864.
Frederick Whitaker est élu député de Parnell (circonscription à Auckland) à la Chambre des représentants de Nouvelle-Zélande lors d'un élection législative partielle en novembre 1865, mais démissionne en mars 1867. Au cours des années qui suivent, il se consacre à la présidence d'une entreprise gazière et à la co-direction d'une entreprise d'exploitation aurifère. Ayant des intérêts commerciaux aux Fidji, il appelle par ailleurs à une colonisation britannique des îles du Pacifique.
Il retrouve un siège à la Chambre des représentants lors de élections de janvier 1876, et le Premier ministre Harry Atkinson le fait procureur général. Le gouvernement perd la confiance de la Chambre et chute en octobre 1877, et Frederick Whitaker perd son siège de député aux élections de 1879. Le Premier ministre John Hall le fait alors membre du Conseil législatif (la chambre haute du Parlement de Nouvelle-Zélande) pour pouvoir le nommer procureur général, et Frederick Whitaker devient dans le même temps ministre responsable des relations avec le Conseil législatif, et donc responsable de l'adoption des projets de loi du gouvernement par cette chambre. Très respecté et très compétent, il devient la figure dominante du Conseil législatif, et succède à John Hall comme Premier ministre en avril 1882. Il exerce toutefois cette dernière fonction avec peu d'enthousiasme, et en démissionne en septembre 1883 afin de se consacrer à ses affaires commerciales.
Fait chevalier commandeur de l'ordre de Saint-Michel et Saint-Georges en 1884, il est procureur général pour la septième et dernière fois dans le gouvernement de Harry Atkinson de 1887 à 1891. À la fin des années 1880, toutefois, il est financièrement ruiné, la valeur de ses activités spéculatives s'étant effondrée lors de la stagnation économique des années 1880. Son fils aîné, qui a également investi dans la spéculation foncière et a été ruiné, se suicide en 1887. À l'âge de 79 ans, Frederick Whitaker meurt en décembre 1891, assis au bureau de son cabinet d'avocat.